# Brett Pitman
Brett Douglas Pitman (Saint Helier, 31 januari 1988) is een Jerseyaans voetballer die doorgaans speelt als spits. In maart 2025 verruilde hij Portchester voor Dorchester Town.

## Spelerscarrière
Pitman doorliep de jeugdopleiding van Bournemouth en hij brak in het seizoen 2005/06 door in de hoofdmacht. De aanvaller debuteerde op 27 augustus 2005, toen met 1–2 werd gewonnen op bezoek bij Bradford City. Later dat seizoen, tegen Blackpool (1–1) tekende hij voor zijn eerste professionele doelpunt. Na drie seizoenen degradeerde Pitman met zijn club naar de League Two. Op 4 april 2009 maakte hij zijn eerste hattrick, toen met 4–0 gewonnen werd van Rochdale. Op 17 augustus 2010 werd gemeld dat het naar de Premier League gepromoveerde Blackpool een bod had gedaan op Pitman. Eddie Mitchell, toenmalig voorzitter van Bournemouth, zou die deal echter gedwarsboomd hebben. Mitchell verklaarde dat het aanbod van Blackpool 'onacceptabel' was. Twee dagen later kwamen beide clubs toch tot een akkoord en Pitman had hierna een medische keuring bij Blackpool. Uiteindelijk ging de transfer niet door omdat speler en club niet tot een akkoord wisten te komen.
Na het afketsen van de transfer naar Blackpool, tekende Pitman drie dagen later voor Bristol City, dat uitkwam in het Championship. Naar eigen zeggen wilde hij zichzelf 'op een hoger niveau uitdagen'. Zijn eerste wedstrijd voor Bristol speelde de aanvaller op 28 augustus 2010, toen met 2–0 werd verloren op bezoek bij Ipswich Town. Op 20 november 2011 tekende Pitman voor zijn eerste doelpunt in dienst van zijn nieuwe club. Hij maakte de 1–0 in een wedstrijd tegen Leicester City. Tussen 20 november 2010 en 3 januari 2011 wist hij acht doelpunten te maken in acht wedstrijden. De aanvaller eindigde het seizoen als clubtopscorer met dertien doelpunten, terwijl hij eenentwintig keer in de basis had mogen beginnen. Het seizoen erna lag zijn rendement lager, toen hij slechts tot zeven treffers kwam. Na drie wedstrijden in het seizoen 2012/13 werd hij in december 2012 verhuurd aan zijn oude club, Bournemouth.
Na vijf wedstrijden, waarin hij tot drie doelpunten wist te komen, werd Pitman op 3 januari 2013 definitief teruggehaald door Bournemouth, bij wie hij een contract voor drieënhalf jaar tekende. Hierdoor lag de aanvaller vast tot de zomer van 2016. Op 27 april 2015 bereikte hij zijn derde promotie met Bournemouth. Na een 3–0 overwinning op Bolton Wanderers was promotie nog niet officieel zeker, maar tenzij nummer drie Middlesbrough negentien doelpunten verschil in zou halen, promoveert Bournemouth voor het eerst in de clubgeschiedenis naar de Premier League. Op 2 mei won Bournemouth met 0–3 van Charlton Athletic, waarmee de titel in het Championship werd gepakt.
Ondanks het kampioenschap en de bijbehorende promotie ging Pitman niet in de Premier League spelen. In de zomer van 2015 maakte de aanvaller de overstap naar Ipswich Town, waar hij zijn handtekening zette onder een verbintenis voor de duur van drie seizoenen. Twee jaar later verkaste hij naar Portsmouth. Na drie seizoenen in de League One verliet hij Portsmouth. Hierop tekende hij bij Swindon Town. Een jaar later nam Bristol Rovers Pitman over. In februari 2022 huurde Eastleigh hem voor een half seizoen. Medio 2022 stapte Pitman over naar Portchester. Een jaar later nam Shaftesbury hem over. Na een periode terug bij Portchester tekende Pitman in maart 2025 voor Dorchester Town.

## Clubstatistieken
| Seizoen | Club           | Competitie      | Competitie | Competitie | Beker | Beker | Internationaal | Internationaal | Totaal | Totaal |
| Seizoen | Club           | Competitie      | Wed.       | Dlp.       | Wed.  | Dlp.  | Wed.           | Dlp.           | Wed.   | Dlp.   |
| ------- | -------------- | --------------- | ---------- | ---------- | ----- | ----- | -------------- | -------------- | ------ | ------ |
| 2005/06 | Bournemouth    | League One      | 19         | 1          | 4     | 1     | —              | —              | 23     | 2      |
| 2006/07 | Bournemouth    | League One      | 28         | 5          | 2     | 0     | —              | —              | 30     | 5      |
| 2007/08 | Bournemouth    | League One      | 39         | 7          | 7     | 0     | —              | —              | 46     | 7      |
| 2008/09 | Bournemouth    | League Two      | 39         | 17         | 6     | 0     | —              | —              | 45     | 17     |
| 2009/10 | Bournemouth    | League Two      | 46         | 26         | 4     | 2     | —              | —              | 50     | 28     |
| 2010/11 | Bournemouth    | League One      | 2          | 3          | 1     | 0     | —              | —              | 3      | 3      |
| 2010/11 | Bristol City   | Championship    | 39         | 13         | 1     | 0     | —              | —              | 40     | 13     |
| 2011/12 | Bristol City   | Championship    | 35         | 7          | 2     | 0     | —              | —              | 37     | 7      |
| 2012/13 | Bristol City   | Championship    | 3          | 0          | 1     | 0     | —              | —              | 4      | 0      |
| 2012/13 | Bournemouth    | League One      | 26         | 19         | 2     | 0     | —              | —              | 28     | 19     |
| 2013/14 | Bournemouth    | Championship    | 34         | 5          | 3     | 2     | —              | —              | 37     | 7      |
| 2014/15 | Bournemouth    | Championship    | 34         | 13         | 5     | 1     | —              | —              | 39     | 14     |
| 2015/16 | Ipswich Town   | Championship    | 42         | 10         | 5     | 1     | —              | —              | 47     | 11     |
| 2016/17 | Ipswich Town   | Championship    | 22         | 4          | 1     | 0     | —              | —              | 23     | 4      |
| 2017/18 | Portsmouth     | League One      | 38         | 24         | 3     | 1     | —              | —              | 41     | 25     |
| 2018/19 | Portsmouth     | League One      | 33         | 11         | 9     | 2     | —              | —              | 42     | 13     |
| 2019/20 | Portsmouth     | League One      | 11         | 2          | 5     | 2     | —              | —              | 16     | 4      |
| 2020/21 | Swindon Town   | League One      | 38         | 11         | 4     | 1     | —              | —              | 42     | 12     |
| 2021/22 | Bristol Rovers | League Two      | 16         | 4          | 2     | 0     | —              | —              | 18     | 4      |
| 2021/22 | → Eastleigh    | National League | 17         | 1          | 0     | 0     | —              | —              | 17     | 1      |
| Totaal  | Totaal         | Totaal          | 531        | 183        | 67    | 13    | 0              | 0              | 598    | 196    |

Bijgewerkt op 2 april 2025.

## Erelijst
| Competitie   |             |             |             |             |
| Competitie   | Aantal      | Jaren       |             |             |
| Bournemouth  | Bournemouth | Bournemouth | Bournemouth | Bournemouth |
| ------------ | ----------- | ----------- | ----------- | ----------- |
| Championship | 1           | 2014/15     |             |             |
| Portsmouth   |             |             |             |             |
| EFL Trophy   | 1           | 2018/19     |             |             |